# Dreihonnschaften
Dreihonnschaften war von 1875 bis 1929 eine Gemeinde im damaligen Landkreis Essen in der preußischen Rheinprovinz. Das frühere Gemeindegebiet gehört heute zu den Städten Essen und Mülheim an der Ruhr in Nordrhein-Westfalen.

## Geographie
Die Gemeinde Dreihonnschaften bestand aus den drei nördlich der damaligen Stadt Kettwig gelegenen Honnschaften Ickten, Roßkothen und Umstand. Die Gemeinde umfasste 1885 eine Fläche von 10,7 km².

## Geschichte
In den Bürgermeistereien Kettwig-Stadt und Kettwig-Land des Landkreises Essen wurde im März 1875 eine Gebietsreform durchgeführt:
- Die aus den Honnschaften Bredeney, Ickten, Roßkothen und Schuir bestehende Gemeinde Vierhonnschaften sowie die Gemeinde Umstand wurden aufgelöst.
- Aus Ickten, Roßkothen und dem ländlichen Teil von Umstand wurde die neue Gemeinde Dreihonnschaften gebildet, die der Bürgermeisterei Kettwig-Land zugeordnet wurde. Die verstädterten Teile von Umstand wurde in die Stadt Kettwig eingemeindet.

Durch das Gesetz über die kommunale Neugliederung des rheinisch-westfälischen Industriegebiets fiel am 1. August 1929 Ickten an die Stadt Mülheim an der Ruhr. Ein weiterer Gebietsteil fiel an die Stadt Essen und gehört heute zum Essener Stadtteil Schuir. Die so verkleinerte Gemeinde Dreihonnschaften bestand noch kurze Zeit im Kreis Düsseldorf-Mettmann fort, wurde dann aber im Oktober 1929 endgültig aufgelöst und in die Stadt Kettwig eingemeindet. Kettwig wiederum wurde 1975 Teil der Stadt Essen.

## Einwohnerentwicklung
| Jahr | Einwohner | Quelle |
| ---- | --------- | ------ |
| 1885 | 862       | [ 1 ]  |
| 1910 | 856       | [ 5 ]  |